# 发散几何级数
数学中，幾何級數
{\displaystyle \sum _{k=0}^{\infty }ar^{k}=a+ar+ar^{2}+ar^{3}+\cdots }
是发散的，当且仅当 | r | ≥ 1，此稱為發散幾何級數（英語：Divergent geometric series）。有时需要考虑发散级数的求和，通常利用与收敛情况相同的公式来计算发散几何级数的和：
{\displaystyle \sum _{k=0}^{\infty }ar^{k}={\frac {a}{1-r}}}。

## 例子
- 1 − 1 + 1 − 1 + · · ·, 公比为 -1。
- 1 − 2 + 4 − 8 + · · ·, 公比为 −2。
- 1 + 2 + 4 + 8 + · · ·, 公比为 2。
- 1 + 1 + 1 + 1 + · · ·, 公比为 1。

### 書目
- Korevaar, Jacob. . Springer. 2004. ISBN 3-540-21058-X.
- Moroz, Alexander. . 1991  [2010-03-11]. （原始内容存档于2017-01-10）.